# 진주전국민속투우대회
진주민속 소싸움대회(The Traditional Bullfighting Festival in Jinju)는 경상남도 진주시에서 매년 2회 개최되는 소싸움이다. 5월 진주논개제와 10월 개천예술제 기간 동안 진양호 후문 진주전통 소싸움 경기장에서 개최된다.

## 개요
진주의 소싸움 대회는 소와 사람이 싸우는 서양의 투우와는 달리 소들끼리 싸움을 하는 방식으로, 진주의 투우는 투견, 투계와 같은 순수한 동물들만의 싸움이 특징적이다.
진주의 소싸움 대회는 신라가 백제와 싸워 이긴 전승기념 잔치에서 비롯되었다는 설이 있을 정도로 역사가 오래된 소싸움의 발상지이다. 문헌상의 구체적인 기록은 1909년 11월 23일 경남일보에 당시의 주필이었던 위암 장지연 선생이 진주투우에 관한 시 두 편을 게재하였다. 장지연은 "진주는 투우놀이가 성하여 천의 군중과 함께 충돌을 크게 열면 뛰어 오르고 으르렁 거리는 모습이 일대장관이더라"라고 표현하였다.
1934년 우편국에서도 진주 촉석루와 소싸움을 소재로 한 우표를 발행하였으며, 1986년 당시 국가홍보지 "SEOUL"에 한국에서 가장 오래되고 전통있는 민속경기로 소개되었다.
진주의 소싸움대회는 100회가 넘는 경기를 개최해 왔으며, 매년 2회, 5월 진주논개제와 10월 개천예술제에 개최를 한다. 특히, 개천예술제 행사 기간 중에는 전국 최대 규모의 민속투우대회를 개최한다.  1971년부터 전국 규모의 대회로 계승 발전시켜 왔으며 해마다 열려 2004년에 제108회 대회를 치렀으며, 2001년부터는 매월 2회 상설투우대회를 개최한다.

## 같이 보기
- 진주논개제
- 개천예술제
- 청도 소싸움 축제